# Fulvio Tolusso
Fulvio Tolusso (Trieste, 1934 – Firenze, 31 ottobre 1977) è stato un regista italiano attivo in teatro e in televisione.

## Biografia
Come regista teatrale debutta nel 1960 al Teatro Stabile di Trieste con tre lavori di Luigi Pirandello lavorando in seguito al Piccolo Teatro di Milano dal 1965 al 1968 (tra le numerose messe in scena, Le troiane di Euripide, Il barone di Birbanza di Carlo Maria Maggi), al Teatro Stabile di Catania (I mafiosi di Leonardo Sciascia, nel 1969).
In televisione, oltre a un buon numero di adattamenti di lavori teatrali, alcuni già portati sul palcoscenico, diresse l'episodio Alfredino di Gianna Manzini, della serie Vivere insieme (1967), l'episodio Losey il bugiardo della serie Processi a porte aperte (1968), un episodio della miniserie È stata una bellissima partita (1972) e la serie in 17 episodi Seguirà una brillantissima farsa... di Belisario Randone (1973)
Muore all'età di 43 anni per un male incurabile.

## Filmografia

### Prosa televisiva Rai
- Il maggiore Barbara di George Bernard Shaw
- Una notte tempestosa (1970)
- Lo sconosciuto di Collegno di Inisero Cremaschi e Gaio Fratini (1970)
- Epitaffio per George Dillon di John Osborne e Anthony Creighton (1971)
- Il lutto si addice a Elettra di Eugene O'Neill (1972)
- Un uomo è un uomo di Bertolt Brecht (1972)
- Appuntamento a Senlis di Jean Anouilh (1972)
- La famiglia Barrett di Rudolf Besier (1973)
- Il falco d'argento di Stefano Landi (1973)
- La zuppiera di Robert Lamoureux (1974)
- Joe di Vladimiro Cajoli (1974)
- Un marito (1974)
- Adorabile Giulia di Marc-Gilbert Sauvajon (1975)